# جان هلت
جان هلت (انگلیسی: John Helt؛ زادهٔ ۲۹ دسامبر ۱۹۵۹) بازیکن فوتبال اهل دانمارک بود.
از باشگاه‌هایی که در آن بازی کرده‌است می‌توان به باشگاه فوتبال سوشو و باشگاه فوتبال بروندبی اشاره کرد.
وی همچنین در تیم ملی فوتبال دانمارک بازی کرده‌است.